# Nephodia secturata
Nephodia secturata är en fjärilsart som beskrevs av Paul Dognin 1892. Nephodia secturata ingår i släktet Nephodia och familjen mätare. Inga underarter finns listade i Catalogue of Life.